# Andreas Alschinger
Andreas Alschinger (* 20. November 1791 in Angern, Südböhmen; † 18. Januar 1864 in Wien) war ein österreichischer Botaniker.

## Leben und Wirken
Alschinger stammte aus einem armen Elternhaus. Im Alter von 16 Jahren trat er in ein Gymnasium in Linz ein und absolvierte dort Philosophie- und dreijähriges Theologiestudium. 1818 ging er in das Küstenland und arbeitete von 1821 bis 1858 als Professor für Geschichte, Klassische Philologie und Naturgeschichte am Gymnasium Zadar. Den anschließenden Ruhestand verbrachte er in Wien.
Im Jahr 1829 bereiste Alschinger ganz Dalmatien und studierte dabei die Botanik. Später erforschte er die Berge um Zara. So entstand die 1832 veröffentlichte „Flora Jadrensis“, die Erkenntnisse über die Vegetation des Landes enthält und lateinische und deutsche Namen sowie italienische, griechische und dalmatisch-illyrische Bezeichnungen umfasst. Vor der Veröffentlichung der „Flora dalmata“ von Roberto de Visiani wurde das Werk oft als Quelle für Studium der Pflanzenwelt der Region genutzt. 
Neben der Botanik beschäftigte sich Alschinger auch mit der Fauna und der Mineralogie und erstellte entsprechende Sammlungen.

## Ehrungen
Nach Alschinger wurde die Pflanzengattung Alschingera Vis. 1850 (wird heute zu Physospermum Cusson gestellt) aus der Familie der Doldenblütler (Apiaceae) benannt.